# Zavjalovo (Udmurtföld)
Zavjalovo (oroszul: Завьялово, udmurt nyelven Дэри) falu Oroszországban, Udmurtföldön, a Zavjalovói járás székhelye. 
Lakossága: 8986 fő (a 2010. évi népszámláláskor).
Izsevszktől 16 km-re délkeletre, a Zavjalovka folyó partján helyezkedik el. 

## Története
A települést írott forrás 1710-ben említi először. Hivatalosan 1749-et tekintik a falu alapítása évének, amikor a Szinódus engedélyt adott templom építésére. Két évvel később felépült a templom. 
1929-ben a Votják Autonóm Körzet Izsevszki járásához tartozott, majd 1937-ben az akkor létrehozott Zavjalovói járás székhelye lett.

## 21. század
Izsevszkkel és repülőterével, valamint kb. 25 km-re, a Káma partján fekvő Goljani folyami kikötővel aszfaltozott autóút köti össze. A lakosság jelentős része a köztársasági fővárosban dolgozik.
Helytörténeti múzeumát 1997-ben kezdték szervezni és egy földszintes épületben 2000 novemberében nyitották meg.